# Tommaso d'Ocre
Tommaso d'Ocre, né à Ocre, dans les Abruzzes, Italie, et décédé le 29 mai 1300 à Naples, est un moine célestin et cardinal italien du XIIIe siècle. 

## Biographie
Tommaso est abbé de S. Giovanni in Piano.
Pierre de Morone, devenu pape (Célestin V) en aout 1294, le crée cardinal lors du consistoire du 18 septembre 1294. Le cardinal Tommaso d'Ocre est camerlingue de la Sainte Église en 1294 et commendatario de l'abbaye
de Giovanni à Venere. Le cardinal d'Ocre participe au conclave de 1294, convoqué pour élire un successeur à Célestin V, démissionnaire (élection de Boniface VIII).
Tommaso d'Ocre prépare et célèbre les funérailles du pape Célestin V quelques années plus tard. Lui-même meurt à Naples le 29 mai 1300